# Planungshinweise für Stadtstraßen
Die Planungshinweise für Stadtstraßen in Hamburg (kurz PLAST) sind ein von der Hansestadt Hamburg herausgegebenes technisches Regelwerk. Darin enthalten sind die notwendigen Angaben zur Planung und verkehrstechnischen Gestaltung für den Neubau von Straßen oder die Umgestaltung von vorhandenen Anlagen. Sie gilt dort für alle öffentlichen Wege, Straßen und Plätze. Die Planungshinweise berücksichtigen dabei auch stadtbildgestalterische, ökologische sowie verkehrs- und wegerechtliche Aspekte. Dabei sind sie ein Instrument für die Hamburger Behörden, Ingenieure und Architekten. 

## Bewertung
Da einige Teile schon aus den frühen 80er Jahren stammen, entsprechen die Aussagen oft nicht mehr dem Stand der Technik, der in Deutschland durch die Regelwerke der Forschungsgesellschaft für Straßen- und Verkehrswesen definiert wird. Andererseits sind die Angaben in der PLAST teilweise sehr viel detaillierter als dort.

## Inhalt
Die PLAST gliedert sich in die PLAST 1 bis PLAST 10. Dabei werden folgende Themen abgedeckt:
- Allgemeines
- Verkehrseinrichtungen
- Querschnitte
- Linienführung
- Knotenpunkte
- Anlagen des ruhenden Verkehrs
- Wendeanlagen
- Anlagen des Busverkehrs
- Anlagen des Radverkehrs
- Behindertengerechte Verkehrsanlagen